# غلة سورة (بوالحسن)
غلة سورة (بالفارسية: گله سوره) هي قرية تقع في إيران في قسم بوالحسن الريفي. يقدر عدد سكانها بـ 157 نسمة بحسب إحصاء 2016.